# Azorernas kommuner

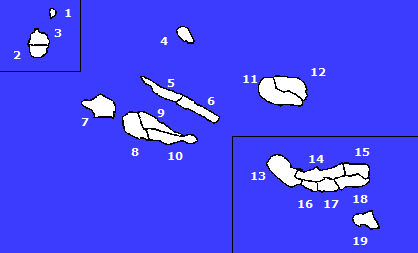
Karta över kommunerna
1. Corvo
2. Lajes das Flores
3. Santa Cruz das Flores
4. Santa Cruz da Graciosa
5. Velas
6. Calheta
7. Horta
8. Madalena
9. São Roque do Pico
10. Lajes do Pico
11. Angra do Heroísmo
12. Praia da Vitória
13. Ponta Delgada
14. Ribeira Grande
15. Nordeste
16. Lagoa
17. Vila Franca do Campo
18. Povoação
19. Vila do Porto

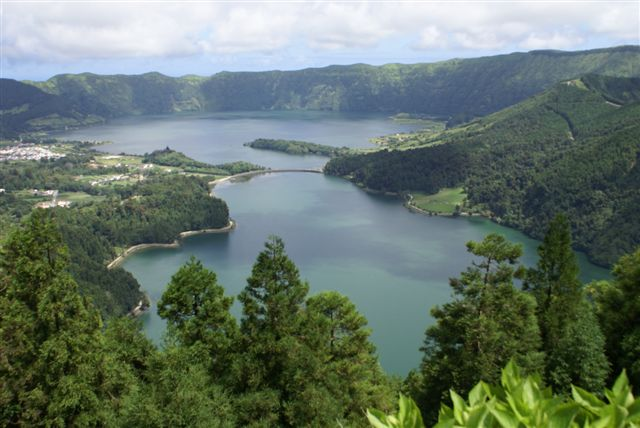
São Miguel

Azorerna delas in i 19 kommuner (portugisiska:concelhos), varje kommun delas vidare in i församlingar (portugisiska: freguesias). Azorerna har totalt 156 församlingar.
Det finns också fem städer i ögruppen, Ponta Delgada och Ribeira Grande på São Miguel, Angra do Heroísmo och Praia da Vitória på Terceira och Horta på Faial.

## Santa Maria

### Vila do Porto
Vila do Porto är portugisiska för hamnens stad och är den enda kommunen på ön Santa Maria. Det är även den sydligaste och östligaste kommunen i Azorerna. Den närmaste ön är São Miguel i norr och den närmaste kommunen är Povoação. Den ligger sydost om São Miguel och sydväst om Formigas.
Dess huvudsakliga näringar är jordbruk och fiske, och i centrum finns även ett litet antal företag.

## São Miguel

### Lagoa
Lagoa (portugisiska för lagun) ligger på södra delen av ön och har en befolkning på 14 698 invånare.

### Nordeste
Nordeste (portugisiska för nordöst) ligger i nordöstra delen av São Miguel och har en befolkning på 5 254 invånare. 
De högsta bergen i Nordeste är Pico Redondo (980 meter), Pico Verde (927 meter), Pico Bartolomeu (887 meter) och Pico da Vara (1103 meter). Den sistnämnda är hela öns högsta punkt.

### Ponta Delgada
Se Ponta Delgada

### Povoação
Povoação ligger på södra delen av São Miguel. Den har en befolkning på 6 696 invånare och en areal på 108 km².
Povoação ligger öster om Ponta Delgada och Vila Franca do Campo, ostsydost om Ribeira Grande, sydost om Furnas och sydväst om Nordeste. En väg går igenom den till Ponta Delgada, Lagoa, Furnas och Nordeste längs med östra delen av ön. En bergsväg går till Ribeira Grande. De flesta av bergen är skogtäckta och där finns dalgångar där floder flyter. Resten av landet består av åkrar och skog. Den högsta bergstoppen ligger i nordöst och kustlinjen ligger nära bergen i öster.
De huvudsakliga näringarna är jordbruk och fiske. Det finns några företag i staden.

### Ribeira Grande
Se Ribeira Grande

### Vila Franca do Campo
Se Vila Franca do Campo

## Terceira

### Angra do Heroísmo
Angra do Heroísmo är den största kommunen på Terceira, den har en befolkning på 35 581 invånare och en yta på 239 km², och ligger öster om öns andra kommun Praia da Vitória. Kommunen klassas sedan 1983 som ett av Unescos världsarv.
Angra do Heroísmo täcker öns södra kust och där ligger ett militärt högkvarter samt bostaden för en romersk-katolsk biskop. Dess huvudsakliga byggnader är katedralen, militärhögskolan, arsenalen samt observatoriet. Hamnen var tidigare mycket viktig men är idag av litet kommersiellt såväl som strategiskt intresse.
Handeln består främst av export av ananas och annan frukt. Angra var drottning Maria II av Portugals hemvist mellan 1830 och 1833.

### Praia da Vitória
Praia da Vitória ligger på Terceiras östra del och är den mindre av dess två kommuner.

#### Församlingar
- Agualva
- Biscoitos
- Cabo da Praia
- Fonte do Bastardo
- Fontinhas
- Lajes
- Porto Martins
- Praia da Vitória
- Quatro Ribeiras
- São Brás
- Vila Nova

#### Ekonomi
Praia da Vitórias ekonomi byggs upp på dess serviceverksamhet, plus dess fiske och jordbruk, och på ön finns också en stor ny marina som lockar många yachter. Kommunen har också Terceiras största sandstrand.

#### Historia
Området där kommunen idag ligger började bosättas under tidigt 1400-tal runt en naturlig hamn och blev den viktigaste bosättningen på öns bördiga inland, även känd som "Ramo Grande". På den tiden var området ett viktigt område för odling av vete. 1480 fick området statusen "vila" i det portugisiska riket.
1829 utspelades ett sjöslag mellan liberalerna och absolutisterna i hamnen, striden stod mellan Peter I av Brasilien och Mikael I av Portugal. Liberalerna vann striden och orten, som då enbart gick under namnet "Praia" fick namnet "Praia da Vitória" (segerstranden). Detta var det sista slaget som utkämpades i Portugal.

## Graciosa

### Santa Cruz da Graciosa
Santa Cruz da Graciosa är den enda kommunen på ön Graciosa. Den har en befolkning på 4 777 invånare på en yta om 60,7 km². Den delas in i fyra församlingar och inkluderar hela ön Graciosa, som omges av Atlanten.

## São Jorge

### Calheta
Calheta är en av kommunerna på São Jorge. Den har en befolkning på 3 972 invånare och en areal på 126,3 km². Den delas in i fem församlingar. Kommunen inkluderar öns östra del och gränsar till Velas.
Av statistiska och administrativa skäl, eftersom det finns en kommun som heter Calheta på ön Madeira, går kommunen ofta under namnet "Calheta dos Açores", medan Calheta på Madeira kallas "Vila da Calheta".

### Velas
Velas är den andra av kommunerna på ön São Jorge. Den delas in i sex församlingar och består av den västra delen av ön. Överallt, utom i öster, omges den av Atlanten.

## Pico

### Lajes do Pico
Lajes do Pico är en av de tre kommunerna på ön Pico. Den ligger på öns södra del. Den norra delen av kommunen är bergig medan Atlanten ligger i syd. Den enda vägen som länkar kommunen till öns norra del går igenom öns bergskedjor.
Kommunen har en befolkning på 4 848 invånare och en areal på 155,3 km². Den gränsar till Madalena i väst och São Roque do Pico i norr.

### Madalena
Madalena är den västligaste av kommunerna på Pico. Den har en folkmängd på 6 184 invånare och en yta på 147,1 km². Förutom i öster är kommunen helt omgiven av Atlanten. Ön Faial ligger sju kilometer västerut.

### São Roque do Pico
São Roque do Pico är den tredje kommunen på ön och har en befolkning på 33 705 invånare och en areal på 142,4 km². Kommunen täcker öns norra del och omges helt av Atlanten förutom i öster.
Kommunen grundades 1542.

## Faial

### Horta
Horta är Faials enda kommun. Den har en befolkning på 15 224 invånare, en befolkningstäthet på 88 invånare per km² och en yta på 173,1 km². Kommunen inkluderar hela ön Faial.

## Flores

### Lajes das Flores
Lajes das Flores är en av kommunerna på ön Flores. Den har 1 491 invånare på en yta om 70,1 km². Den består av södra delen av ön och är omgiven av Atlanten (förutom i norr, där den gränsar till Santa Cruz das Flores).

### Santa Cruz das Flores
Santa Cruz das Flores är den andra kommunen på ön Flores, den har en befolkning på 2 493 invånare (2001) och en areal på 70,9 km². Ön Corvo kan skådas från kommunens norra kust.
Huvudorten i kommunen grundades 1548.

## Corvo

### Corvo
Corvo är den enda kommunen på ön med samma namn. Det är också den minst befolkade kommunen, med enbart 451 invånare. Kommunen inkluderar hela ön, och är därför helt och hållet omgiven av Atlanten. Det går att ta sig till och från ön med flyg.
Generellt ägnar sig invånarna åt fiske, jordbruk och boskapsuppfödning.
Corvo är den enda kommunen på Azorerna som saknar församlingar.